# محمد زین طحان
محمد زین طحان (عربی: محمد زين العابدين علي طحان؛ زادهٔ ۲۰ آوریل ۱۹۸۸) بازیکن فوتبال اهل لبنان است.
از باشگاه‌هایی که در آن بازی کرده‌است می‌توان به باشگاه ورزشی صفا اشاره کرد.
وی همچنین در تیم ملی فوتبال لبنان بازی کرده‌است.